# Gare de Lörrach-Dammstraße
La gare de Lörrach-Dammstraße est une gare située à Lörrach, dans le Bade-Wurtemberg.

## Situation ferroviaire
La gare est située au point kilométrique (PK) 4,395 de la ligne de Weil am Rhein à Lörrach (Gartenbahn).

## Service voyageurs

### Desserte
| Origine       | Arrêt précédent   | Train | Train | Train | Arrêt suivant   | Destination           |
| ------------- | ----------------- | ----- | ----- | ----- | --------------- | --------------------- |
| Weil am Rhein | Weil am Rhein-Est |       | S     |       | Lörrach-Stetten | Steinen ou Schopfheim |